# حملة حكاري (1916)
كانت حملة حكاري عام 1916 (21 مايو - 29 يونيو 1916) عبارة عن عدد من الغارات خلال الحرب العالمية الأولى التي نفذها متطوعون آشوريون ضد رجال القبائل الأكراد المحليين في حكاري الذين طردوا الآشوريين من حكاري في العام السابق بمساعدة الدولة العثمانية ، مما أدى إلى استقرارهم في أورميا التي تسيطر عليها روسيا ومحيطها.

## الاستعدادات للحملة
في الحادي والعشرين من مايو، غادر ملك إسماعيل الثاني وملك خوشابا مع مقاتليهما أرومية والقرى المحيطة بها إلى سلماس. وصلوا في اليوم التالي والقوا داود مار شمعون وملك شمزدين ضمن زعماء القبائل الآخرين ومقاتليهم الذين كانوا ينتظرون وصول إسماعيل وخوشابا. في الثالث والعشرين من مايو، غادروا إلى بشقلان ووصلوا إلى قودشانيس في السابع والعشرين من مايو ووجدوا ألف قوزاق فقط يحرسونها.

## معارك حكاري
من قودشانيس، انقسم الآشوريون إلى فرعين: الأول بقيادة مالك إسماعيل، اتجه إلى داراوا حيث التقى بقبيلة تياري الذين أعادوا تأسيس أنفسهم في قراهم السابقة، والثاني بقيادة داود مار شمعون، سلك الطريق إلى جورلامرك، ووصلوا إلى تخوما ووجدوها خرابًا وخالية. في تخوما، التقت القوتان، وبعد عدة معارك ضارية، دُمرت العديد من القلاع والحصون الكردية المنيعة.
بعد فترة وجيزة، عاد الجيش إلى شال، التي كانت حصنها في منطقة جبلية وعرة، ولكن بعد أن انقسم الآشوريون إلى ثلاث مجموعات (الأولى بقيادة مالك إسماعيل، والثانية بقيادة مالك خامو من قبيلة الباز ، والثالثة بقيادة مالك شمزدين)، هاجم الآشوريون جميع القرى المحيطة ونهبوا الكثير من الأغنام والماشية. انتظر داود مار شمعون حتى انسحبت القوة الآشورية بأكملها وقُسِّمت الغنائم من النهب.

## الانسحاب الآشوري إلى أورمية
قبل مغادرته، أخبر مالك إسماعيل التياري الذين استقروا في منازلهم أن الجيش الروسي قد عاد من قودشانيس إلى بشقلان ، وأن الآشوريين العائدين إلى حكاري لن يصمدوا أمام العثمانيين والأكراد بمفردهم ، وأنه من الأفضل لهم الانضمام إلى الآشوريين في أرومية وسلماس. في 29 يونيو، عاد جميع المقاتلين الآشوريين الذين شاركوا في الحملة إلى إيران المحتلة من قبل روسيا.

## أنظر أيضا
- معركة سولدوز
- معركة جبل سراي
- معركة اوشنو